# Dembowski (cràter)
Dembowski és un cràter d'impacte lunar situat al sud-est del Sinus Medii. A l'est es troben els cràters Agrippa i Godin, i al sud-oest apareix Rhaeticus.
El sòl de Dembowski està cobert pel flux de lava que ha esborrat la meitat oriental de la vora, deixant només un lleuger regruix de la superfície, en el lloc en el qual es trobava la paret exterior. La meitat occidental supervivent de la vora és de forma poligonal, i els seus extrems estan molt danyats, formant regruixos en la superfície lunar. El flux de lava basàltica sembla haver aconseguit el cràter a través d'un canal irregular que procedeix en direcció sud des del Sinus Medii.

## Cràters satèl·lit
Per convenció, aquests elements són identificats en els mapes lunars posant la lletra en el costat del punt mitjà del cràter que està més prop de Dembowski.
|           | \| Dembowski \| Coordenades \| Diàmetre \| \| --------- \| -------------------------------- \| -------- \| \| A \| 3° 00′ N, 6° 30′ E / 3.0°N,6.5°E \| 6 km \| \| B \| 2° 30′ N, 6° 12′ E / 2.5°N,6.2°E \| 7 km \| \| C \| 2° 06′ N, 7° 24′ E / 2.1°N,7.4°E \| 16 km \| |          |
| Dembowski | Coordenades | Diàmetre |
| A         | 3° 00′ N, 6° 30′ E / 3.0°N,6.5°E | 6 km     |
| B         | 2° 30′ N, 6° 12′ E / 2.5°N,6.2°E | 7 km     |
| C         | 2° 06′ N, 7° 24′ E / 2.1°N,7.4°E | 16 km    |